# Lapara halicarnie
Lapara halicarnie là một loài bướm đêm thuộc họ Sphingidae. Loài này có ở Florida.
Ấu trùng có lẽ ăn các loài Pinus palustris và Pinus taeda.